# ريما (اسم)

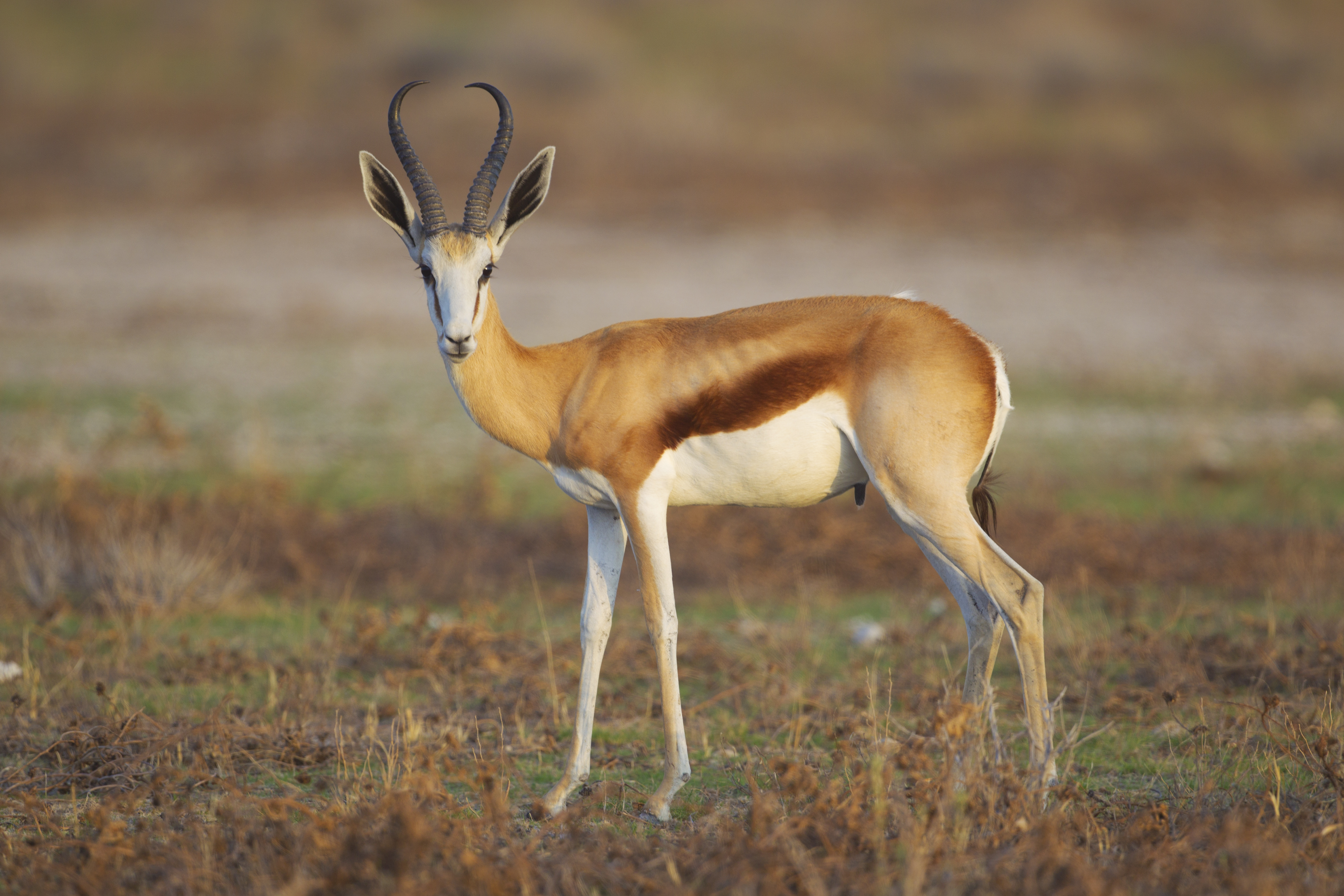
صغير الظبي

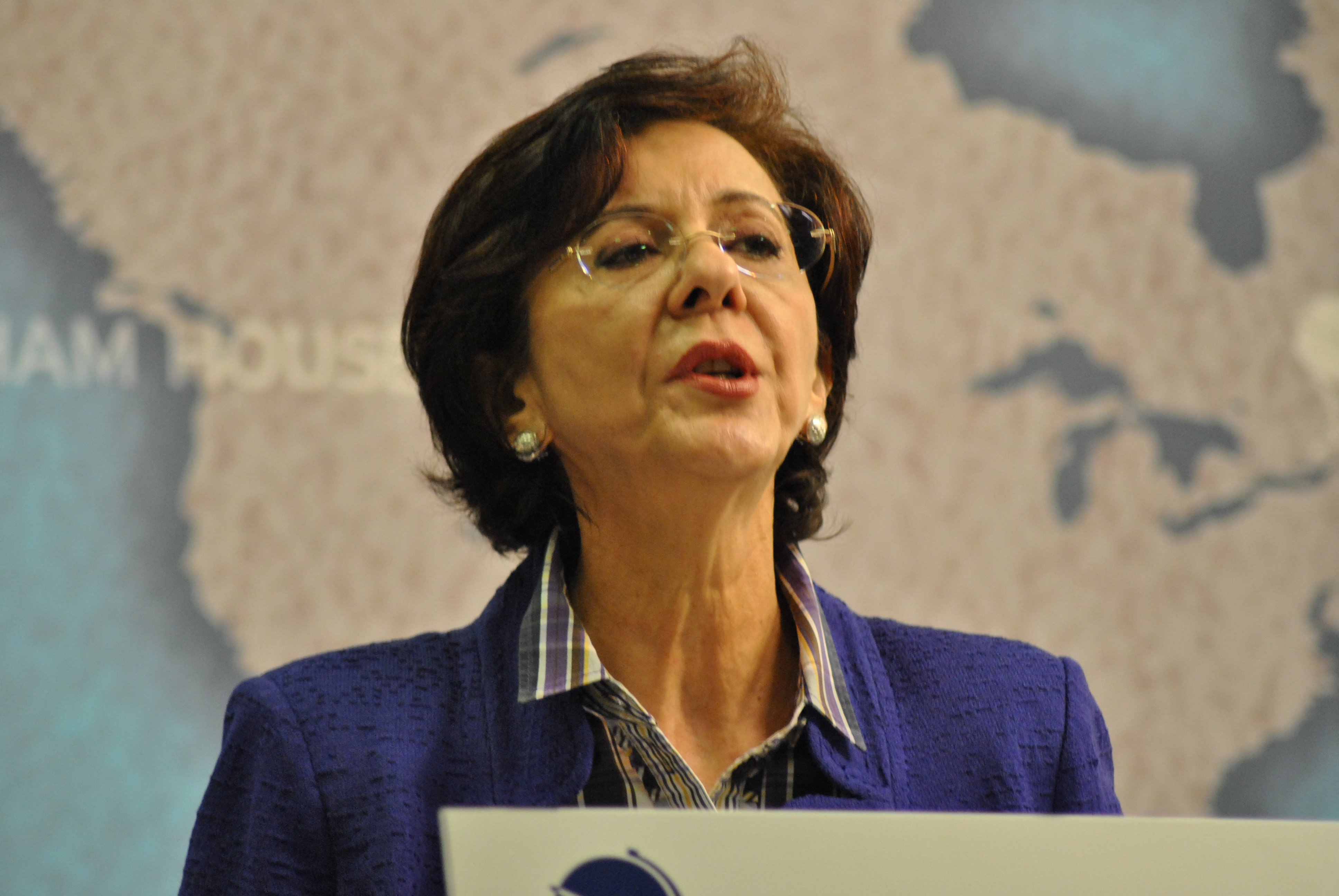
ريما خلف الهنيدي اقتصادية وسياسية أردنية

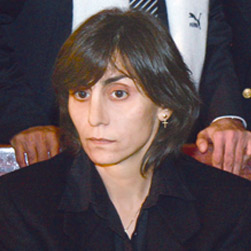
ريما الرحباني احد أشهر من حملن اسم ريما واشتهرت في اغنية "يلا يا ريما" من امها الحقيقية فيروز في فيلم بنت الحارس الصادر عام 1968

ريما هو اسم علم شخصي مؤنث من اصل عربي، معنى الاسم هو الغزال الصغير او الغزال الأبيض. يعتبر من أكثر الأسماء شعبية في الدول العربية. واكثر ما يشتهر به اسم ريما، وروده في اغنية للفنانة فيروز في فيلم بنت الحارس الصادر عام  1968.

## الاشتقاق
أن اسم ريما مشتق من أسم ريم وأصل الكلمتين هو رئم بالهمزة، ولكن وجد أن نطق الاسم يكون ثقيل لذا تحولت الهمزة إلى ياء للتخفيف فأصبح ريم ومنه ريما، ومن الجدير بالذكر أن هذا الاسم ليس له لفظ مذكر من نفس لفظه.

## حكم التسمية
أسم ريما أصله عربي خالص، بالإضافة إلى أن معنى الاسم جميل وهو الغزال أو الظبي الصغير وهذا المعنى لا يتعارض بأي شكل من الأشكال مع الشريعة الإسلامية ومعتقداتها، لذا يمكن التسمية به ولا يوجد أي شبهة في التسمية به.

## الشخصيات
من الشخصيات العريبة التي تحمل اسم ريما
- ريما مكتبي مذيعة وصحفية لبنانية[6]
- ريما بنت بندر بن سلطان آل سعود أميرة ودبلوماسية سعودية
- ريما عاصي الرحباني مخرجة لبنانية[7]
- ريما فقيه ملكة جمال وعارضة أزياء أمريكية لبنانية
- ريما قرقفي سيدة أعمال وسياسية لبنانية
- ريما شعار مغنية وممثلة كويتية
- ريما الفضالة ممثلة كويتية
- ريما كركي صحفية ومذيعة لبنانية
- ريما الجفالي متسابقة سيارات سعودية
- ريما الشامخ مذيعة سعودية
- ريما القادري سياسية سورية
- ريما الشيخ ممثلة سورية
- ريما العبدلي لاعبة بارالمبية تونسية
- ريما خلف سياسية واقتصادية أردنية
- ريما خشيش مغنية لبنانية
- ريما خليل لاعبة كرة يد جزائرية
- ريما سلوم ممثلة سورية
- ريما طه عداءة أردنية
- ريما عساف إعلامية لبنانية
- ريما عبدو سباحة كندية يمنية
- ريما فليحان كاتبة سيناريو وناشطة سياسية سورية
- ريما كلينجال ممثلة هندية
- ريما ميجر مغنية راب كندية سودانية
- ريما مباركي لاعبة كرة طائرة جزائرية
- ريما عرب هي المؤسس والرئيس التنفيذي لشركة ETS للتدريب والاستشارات.[8]
- ريمي بندلي (ويلفظ ريما احيانا) مغنية لبنانية وصاحبة اغنيسة الاطفال "غسل وجهك يا قمر"[9]
- ريما الجفالي  سائقة سيارة سباق سعودية مُحترفة

## في الأدب
- رواية ريما، للكاتب محمد العنزي وهي رواية تتحدث عن إنسان يبحث عن ذاته وينشد النهاية لأحزانه وصراعاته، عن الشخصية الرئيسة في الرواية وهي “ريما” فتاة العلم والدلال والجمال، التي تسوء ظروف عائلتها فجأة، وتبقى وحيدة وترغم بالزواج من شخص جشع لم تحبه يوماً، بعد مارفضوا عائلتها أن تتزوج الانسان الذي أحبته.[10][11]

## في السينما
عام 2020 صدرفي مصر  فيلم ريما ، يتحدث عن فتاة صغيرة لديها القدرة على معرفة الأحداث قبل وقوعها. ادت دور  الطفلة ريم عبدالقادر دور ريما غريب.

## انظر ايضا
- ريما (فيلم)
- بيت ريما